# Вільгельм Богуславський
Вільгельм Юзеф Богуславський (польськ.  Wilhelm Józef Bogusławski; 1825, с. Ляхівці на Волині (нині Білогір'я Хмельницької області України) — 11 грудня 1901, Житомир Російська імперія) — польський історик-слов'янознавець і мандрівник, юрист.

## Навчання та подорожі
Випускник Санкт-Петербурзького університету. Закінчивши університет, відвідав деякі слов'янські землі. Результатом цієї подорожі сталоа праця «Rys dziejów serbo-łużyckich» (СПб., 1861) — перша повна історія лужицьких сербів.

## Наукова діяльність
Значно доповнене видання історії союзу племен лужицьких сербів було перевидано в 1884 році в Бауцені під назвою «Історія сербського народу» («Historije serbskeho naroda»).
Потім Вільгельм Богуславський взявся за дослідження історії слов'ян і написав 4-х томну працю «Dzieje Słowiańszczyzny pólnoćno-zachodniej do połowy XIII w.» («Історія північно-західного слов'янства до середини XIII століття»), премійовану Познанським товариством любителів наук і видану в Познані (т. I, 1887, т. II, 1889). У ній автор доводить, що спочатку слов'яни заселяли майже всю територію теперішньої Німеччини і підтримує свою теорію лінгвістичними міркуваннями.
Співавтором цієї історичної праці був серболужицький священик, мовознавець і письменник М. Горник
Крім того, В. Богуславський написав і видав біографію засновника серболужицького мовознавства Яна Арношта Смолера (1816—1884).

## Джерело
Богуславський, Вільгельм // Енциклопедичний словник Брокгауза і Ефрона : в 86 т. (82 т. і 4 дод). — СПб., 1890—1907.